# Aeropuerto Internacional Norman Manley
El Aeropuerto Internacional Norman Manley (del inglés: Norman Manley International Airport) (IATA: KIN, OACI: MKJP), anteriormente Aeropuerto Palisadoes, es un aeropuerto internacional que sirve a Kingston, Jamaica y está ubicado al sur de la isla a 19 km del centro de New Kingston. Es el segundo aeropuerto más ocupado del país después del Aeropuerto Internacional Sir Donald Sangster, localizado en Montego Bay, registrando 629,400 pasajeros durante 2020 y 830,500 en 2021. Hay más de 130 vuelos internacionales a la semana que salen del Aeropuerto Internacional Norman Manley. Nombrado en honor del estadista jamaicano Norman Manley, es un centro para Caribbean Airlines. Se encuentra en el tómbolo de Palisadoes en el exterior del Puerto de Kingston; frente a la ciudad por un lado y el Mar Caribe.

## Aerolíneas y destinos

### Pasajeros
| Aerolíneas             | Destinos                                                                                              |
| ---------------------- | --- |
| Air Canada Rouge       | Toronto–Pearson                                                                                       |
| American Airlines      | Miami                                                                                                 |
| Arajet                 | Punta Cana, Santo Domingo–Las Américas                                                                |
| British Airways        | Londres–Gatwick                                                                                       |
| Caicos Express Airways | Providenciales                                                                                        |
| Caribbean Airlines     | Antigua, Barbados, Fort Lauderdale, Nasáu, Nueva York–JFK, Puerto España, San Martín, Toronto–Pearson |
| Cayman Airways         | Gran Caimán                                                                                           |
| Copa Airlines          | Ciudad de Panamá–Tocumen                                                                              |
| Delta Air Lines        | Atlanta Estacional: Nueva York–JFK                                                                    |
| Flair Airlines         | Toronto–Pearson                                                                                       |
| InterCaribbean Airways | Barbados, La Habana, Montego Bay, Providenciales, Santiago de Cuba                                    |
| JetBlue Airways        | Fort Lauderdale, Nueva York–JFK                                                                       |
| LIAT20                 | Montego Bay                                                                                           |
| Sky High               | Chárter: Santo Domingo-Las Américas                                                                   |
| Spirit Airlines        | Fort Lauderdale                                                                                       |
| WestJet                | Toronto–Pearson                                                                                       |

### Carga
| Aerolíneas             | Destinos                                                      |
| ---------------------- | ------------------------------------------------------------- |
| ABX Air                | Miami                                                         |
| Amerijet International | Miami, Santiago de los Caballeros, Santo Domingo-Las Américas |
| FedEx Express          | Montego Bay                                                   |
| IBC Airways            | Miami                                                         |
| Mountain Air Cargo     | Miami                                                         |
| Sunrise Airways        | Puerto Príncipe                                               |

### Destinos nacionales
Se brinda servicio a 1 ciudad dentro del país a cargo de 2 aerolíneas.
| Montego Bay (MBJ) | • | • |   | 2 |
| Total             | 1 | 1 | 0 | 1 |

### Destinos internacionales
Se ofrece servicio a 18 destinos internacionales, a cargo de 15 aerolíneas.
| Ciudades por países                             | Nombre del aeropuerto                                 | Aerolíneas                                                          |              |              |              |
| Norteamérica                                    | Norteamérica                                          | Norteamérica                                                        | Norteamérica | Norteamérica | Norteamérica |
| ----------------------------------------------- | ----------------------------------------------------- | ------------------------------------------------------------------- | ------------ | ------------ | ------------ |
| Canadá (1 destino, 4 aerolíneas)                |                                                       |                                                                     |              |              |              |
| Toronto                                         | Aeropuerto Internacional Toronto Pearson              | Air Canada Rouge / Caribbean Airlines / Flair Airlines / WestJet    |              |              |              |
| Estados Unidos (4 destinos, 5 aerolíneas)       |                                                       |                                                                     |              |              |              |
| Atlanta                                         | Aeropuerto Internacional Hartsfield-Jackson           | Delta Air Lines                                                     |              |              |              |
| Fort Lauderdale                                 | Aeropuerto Internacional de Fort Lauderdale-Hollywood | Caribbean Airlines / JetBlue Airways / Spirit Airlines              |              |              |              |
| Miami                                           | Aeropuerto Internacional de Miami                     | American Airlines                                                   |              |              |              |
| Nueva York                                      | Aeropuerto Internacional John F. Kennedy              | Caribbean Airlines / Delta Air Lines (Estacional) / JetBlue Airways |              |              |              |
| Centroamérica                                   |                                                       |                                                                     |              |              |              |
| Antigua y Barbuda (1 destino, 1 aerolínea)      |                                                       |                                                                     |              |              |              |
| Saint John                                      | Aeropuerto Internacional V. C. Bird                   | Caribbean Airlines                                                  |              |              |              |
| Bahamas (1 destino, 1 aerolínea)                |                                                       |                                                                     |              |              |              |
| Nasáu                                           | Aeropuerto Internacional Lynden Pindling              | Caribbean Airlines                                                  |              |              |              |
| Barbados (1 destino, 2 aerolíneas)              |                                                       |                                                                     |              |              |              |
| Bridgetown                                      | Aeropuerto Internacional Grantley Adams               | Caribbean Airlines / InterCaribbean Airways                         |              |              |              |
| Cuba (2 destinos, 1 aerolínea)                  |                                                       |                                                                     |              |              |              |
| La Habana                                       | Aeropuerto Internacional José Martí                   | InterCaribbean Airways                                              |              |              |              |
| Santiago de Cuba                                | Aeropuerto Internacional de Santiago de Cuba          | InterCaribbean Airways                                              |              |              |              |
| Islas Caimán (1 destino, 1 aerolínea)           |                                                       |                                                                     |              |              |              |
| Gran Caimán                                     | Aeropuerto Internacional Owen Roberts                 | Cayman Airways                                                      |              |              |              |
| Panamá (1 destino, 1 aerolínea)                 |                                                       |                                                                     |              |              |              |
| Ciudad de Panamá                                | Aeropuerto Internacional de Tocumen                   | Copa Airlines                                                       |              |              |              |
| República Dominicana (2 destino, 2 aerolíneas)  |                                                       |                                                                     |              |              |              |
| Punta Cana                                      | Aeropuerto Internacional de Punta Cana                | Arajet                                                              |              |              |              |
| Santo Domingo                                   | Aeropuerto Internacional Las Américas                 | Arajet / Sky High Aviation Services (Chárter)                       |              |              |              |
| San Martín (1 destino, 1 aerolínea)             |                                                       |                                                                     |              |              |              |
| San Martín                                      | Aeropuerto Internacional Princesa Juliana             | Caribbean Airlines                                                  |              |              |              |
| Trinidad y Tobago (1 destino, 1 aerolínea)      |                                                       |                                                                     |              |              |              |
| Puerto España                                   | Aeropuerto Internacional de Piarco                    | Caribbean Airlines                                                  |              |              |              |
| Islas Turcas y Caicos (1 destino, 2 aerolíneas) |                                                       |                                                                     |              |              |              |
| Providenciales                                  | Aeropuerto Internacional de Providenciales            | Caicos Express Airways / InterCaribbean Airways                     |              |              |              |
| Europa                                          |                                                       |                                                                     |              |              |              |
| Reino Unido (1 destino, 1 aerolínea)            |                                                       |                                                                     |              |              |              |
| Londres                                         | Aeropuerto de Londres-Gatwick                         | British Airways                                                     |              |              |              |
| Total: 18 destinos, 13 países, 15 aerolíneas    |                                                       |                                                                     |              |              |              |

## Aeropuertos cercanos
Los aeropuertos más cercanos son:
- Aeropuerto de Kingston Tinson (6 km)
- Aeropuerto Internacional Sir Donald Sangster (134 km)
- Aeródromo de Negril (168 km)
- Aeropuerto Internacional de Santiago de Cuba (247 km)
- Aeropuerto Internacional Sierra Maestra (263km)